# Самиогоч
Самиогоч (ингуш. Сомайоагӏаче) — покинутый населённый пункт в Сунженском районе Ингушетии.

## География
Был расположен на левом берегу реки Фаэтонка, у подножия Амитинского хребта. Ближайшие населённые пункты: на юго-западе — село Галашки, на севере село Берешки, на северо-западе село Алхасты, на северо-востоке — села Акати и Аршты, на юго-востоке — село Даттых.

## История
По состоянию на декабрь 1926 года Самиогочие (Самиаган) входил в состав Галашкинского района Ингушской АО. В селе проживали 308 человек, в основном ингуши (по данным переписи 1926 года).
После депортации ингушей в Казахстан в 1944 году, село опустело и не было заселено. В 1957 году вернувшимся на родину ингушам не разрешили заново заселять село, в связи с чем, бывшие жители Самиогочие расселились в селах Галашки, Мужичи, Алхасты и Новый Редант..